# Jaritón Láptev
Jaritón Prokófievich Láptev (en ruso: Харитон Прокофьевич Лаптев; Pokarevo, cerca de Velíkiye Luki, 1700-Velíkiye Luki, 21 de diciembre de 1763) fue un oficial de la marina rusa, recordado por haber participado en la exploración del Ártico ruso como líder de una de las partidas de la segunda expedición a Kamchatka (1733-1743), la gran expedición de exploración de Siberia dirigida por Vitus Bering.

## Biografía

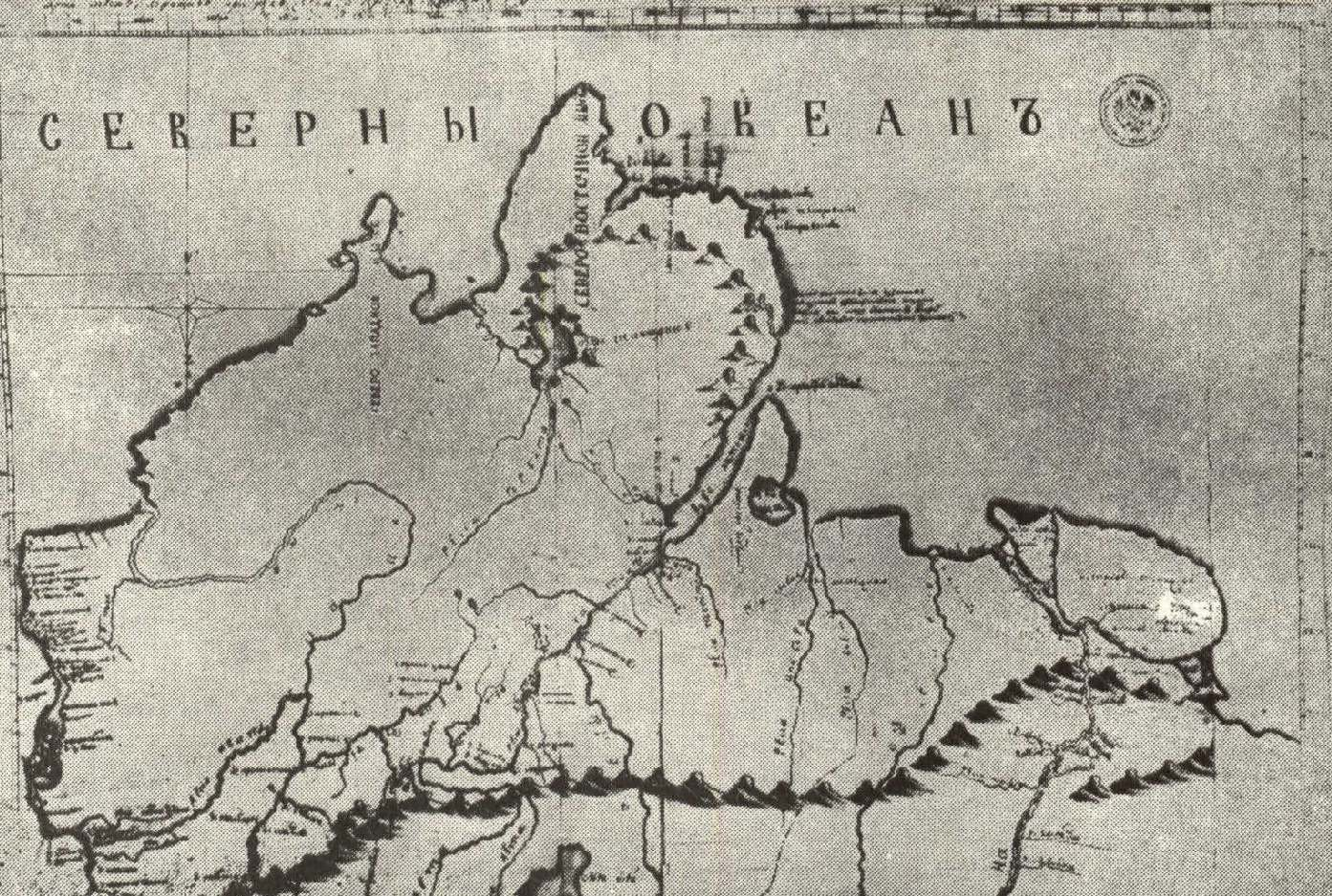
Mapa de la península de Taimyr elaborado a partir de los resultados de la expedición de Jaritón Láptev

Jaritón Láptev nació en una familia de la alta burguesía en el pueblo de Pokarevo cerca de Velíkiye Luki (en la parte sur de la actual óblast de Pskov), justo un año antes de su primo Dmitri Láptev naciera en el pueblo cercano de Bolotovo. En 1718, entró en la Armada de Rusia como guardiamarina y el 24 de mayo de 1726 fue ascendido a suboficial .
En 1730 ya estaba a cargo de un buque de guerra y en 1734 participó en la guerra contra los partidarios de Estanislao I Leszczynski en el asedio de Gdańsk sirviendo en la fragata Mitava, mandada por Defremeri, que fue engañado siendo el barco capturado por los franceses. Después de regresar de su cautiverio Jaritón, junto con todos los oficiales de la nave, fue condenado a muerte por la entrega de la nave sin pelear, pero luego se descubrió que la tripulación no era culpable. Tras la liberación de Jaritón Láptev regresó a la flota.
En 1736 fue enviado al río Don, a fin de encontrar un lugar adecuado para la construcción de barcos. En 1737 ordenó la construcción del yate de la corte Dekrone, y fue ascendido a teniente.

### La exploración del Ártico
En diciembre de 1737 fue nombrado Jefe del destacamento de la Gran Expedición del Norte o Segunda expedición a Kamchatka (1733-1743), dirigida por Vitus Bering que tenía como objetivo encontrar y cartografiar el extremo oriental de Siberia, con la esperanza de que continuase por la costa occidental de América del Norte. A Jaritón se le encomendó el reconocimiento y descripción de la costa ártica al oeste del río Lena hasta la desembocadura del río Yeniséi.
Entre 1739-1742, Jaritón, junto con Semión Cheliuskin, N. Chekin y G. Medvédev, describió la península de Taimyr desde la desembocadura del río Játanga a la desembocadura del río Piasina y descubrió algunas de las islas de la zona. Después de la expedición, participó en la creación del «Mapa general de la costa de Siberia y Kamchatka».

### Resto de carrera
En 1743 regresó a San Petersburgo y continuó sirviendo a bordo de buques de la flota del Báltico. Desde 1746, estuvo al mando del buque Ingermanland en el mar Báltico. En 1754 fue ascendido a la categoría de capitán de tercera y en 1757 a segunda fila, y al mismo tiempo fue puesto al mando de la nave Uriel, yendo a Danzig y Karlskrona. En 1758 fue ascendido al rango de 1ª, y se le dio el mando de un buque de 66 cañones de nueva construcción (aún sin nombrar) para llevarlo a Kronstadt, estrellándolo el 19 de septiembre en Skagen. En 1762 fue nombrado Comisario Jefe de Stehr-krigs.

## Reconocimientos
La costa del mar de la península de Taimyr, el cabo Cheliuskin en la península Cheliuskin —el punto más septentrional de Asia— y otros puntos de interés fueron nombrados por él. El mar de Láptev también fue nombrado en honor de ambos primos.